# Mont-Saxonnex
Mont-Saxonnex is een gemeente in het Franse departement Haute-Savoie (regio Auvergne-Rhône-Alpes) en telt 1477 inwoners (2005). De plaats maakt deel uit van het arrondissement Bonneville.

## Geografie
De oppervlakte van Mont-Saxonnex bedraagt 26,7 km², de bevolkingsdichtheid is 55,3 inwoners per km².
De onderstaande kaart toont de ligging van Mont-Saxonnex met de belangrijkste infrastructuur en aangrenzende gemeenten.

## Demografie
Onderstaande figuur toont het verloop van het inwonertal (bron: INSEE-tellingen).

## Sport
Op 3 juli 2021 passeerde wielerkoers Ronde van Frankrijk Mont-Saxonnex. Op de Côte de Mont-Saxonnex lag een bergprijs van de eerste categorie. De beklimming is 6,1 km lang aan gemiddeld 8,2%. De Nederlander Wout Poels passeerde als eerste de top.